# Afro House
Afro House ist eine Stilrichtung der House Music. Afro House enthält in den Tracks Instrumente, Rhythmen und Gesangselemente der afrikanischen Volksmusik. Der Sound klingt oft sehr ähnlich dem Tribal House und bringt Percussion, gefühlvollen Gesang und basslastige Rhythmen zusammen. Die Wurzeln des Afro House liegen u. a. in Südafrika, Kenia und Angola. In den frühen 1990er Jahren haben u. a. DJs in Südafrika traditionelle musikalische Elemente, elektronische Musik und lokale Stilrichtungen von Kwaito, Mbaqanga u. a. verbunden. Im Laufe der Zeit hat sich ein breites Spektrum an Stilrichtungen entwickelt, etwa durch eine Fusion mit Chicago bzw. New York City Soulfoul House und Deep House. Aber auch in vielen Ländern und Städten haben sich Stilrichtungen von Afro House entwickelt.
So ist Afro House mittlerweile international bekannt und vertreten, 2008 gelangte z. B. die veröffentlichte Single Township Funk des Südafrikaners DJ Mujava in verschiedenen Remixen auf diverse europäische oder amerikanische Sampler. Bekannte Künstlerinnen und Künstler sind zur Zeit beispielsweise Black Coffee, Black Motion, Brian Temba, Culoe De Song, C-Major, Deepconsoul, DJ Fresh, DJ Kent, Kaylow, Siphiwe Mkhize (Enoo Napa), Jackie Queens, Thandi Draai, Tumelo, Lilac Jeans, Jullian Gomes, Derrick Flair, Zulumafia, House Victimz, Kat La Kat, Jazzuelle, UPZ and DJ Afrozilla.
Plattenlabels für Afro House sind u. a.: Ancestral, Deep Elements Music, Deep Forest SA, MoBlack, Deepconsoul, Chymamusique, House Afrika Records, Offering, SoWHAT, Soul Candi, Tribe, Yoruba, Peng Records and GoGo Records. Besonders seit Beginn der 2020er ist Afro House global auf Großveranstaltungen elektronischer Tanzmusik und in Clubs stark vertreten. So ist Black Coffee 2023 Gastgeber der Samstage im Hï auf Ibiza. Er hat viel dazu beigetragen, Afro House international populär zu machen. Weitere DJs und Musikproduzenten, die zur Bekanntheit von Afro House beitragen, sind Louie Vega, die Berliner DJs und Musikproduzenten Keinemusik und Da Capo.
Die Filmemacherin Naomi Phillips hat in Zusammenarbeit mit Aziz Sarr, Booker bei RISE, einer vom gleichnamigen Afro-House-Kollektiv aus Berlin initiierten Veranstaltungsreihe, die seit 2014 im Club Watergate Partys organisiert, eine Filmdokumentation erstellt, die sich den verschiedenen Sounds des Afro House widmet. So soll ein differenzierteres Bild der kulturellen Diversität ermöglicht werden, die den afrikanischen Kontinent und seine Bevölkerungen ausmachen. Der Film trägt den Titel Above and Beyond – The Global Rise of Afro House. Auch Kitty Amor, britische Pionierin des Afro House, wurde in einer Dokumentation gewürdigt: Who’s Kitty Amor erzählt die Geschichte und den Aufstieg der DJ und Produzentin. Produziert wurde die Doku vom Londoner House-Label Defected Records.

## Stiltypische Tracks
- Martin Solveig & Salif Keita – Madan
- MoBlack, Salif Keita, Benja, Franc Fala & Cesária Evora – Yamore